# Drop note.
「drop note.」（ドロップ ノート）は、vistlipの3枚目のシングル。2008年11月5日発売。発売元はマーベラスエンターテイメント。

## 解説
- 3か月連続シングルリリース企画の第3弾。
- 通常版「lipper」と、「drop note.」のPVが収録された「visiter」の2タイプ発売。
- 前シングル「alo[n]e」に引き続きテレビ番組『超最先端エンタメ情報番組 TOKYOブレイクする〜!』のエンディングテーマに起用された。

## 収録曲
1. drop note. (4:50)
  - 作詞: 智、作曲: 瑠伊/智、編曲: vistlip
  - テレビ番組『超最先端エンタメ情報番組 TOKYOブレイクする〜!』10月度エンディングテーマ。
2. Legacy (4:59)
  - 作詞: 智、作曲: Tohya、編曲: vistlip
3. Caramel Macchiato (5:04) （通常版のみ）
  - 作詞: 智、作曲: Tohya、編曲: vistlip